# Crassula fascicularis
Crassula fascicularis (лат.) — вид суккулентных растений рода Толстянка (Crassula) семейства Толстянковые (Crassulaceae), естественно произрастающий на территории Капской провинции Южно-Африканской Республики.

## Название
Родовое латинское название Crassula происходит от латинского слова crassus, — «толстый», в основном из-за присутствия у растений этого рода сочных листьев.
Видовой эпитет fascicularis переводится с латинского как «сгруппированный, связанный», обусловлен формой роста.

## Ботаническое описание
Многолетники с прямостоячими ветвями, достигающими высоты до 40 см, характеризуются разветвленностью и диаметром веток от 2 до 4 мм. Между листьями видны междоузлия, старые листья не опадают. Листья линейно-ланцетные размером (15-)20-35 х (1-)2-3 мм, острые или тупые, широко распределены или вертикально расположены, чаще всего с дорзивентральным уплощением или выпуклые с обеих сторон, обычно с отогнутыми ресничками. Листья практически мясистые и имеют цвет от зеленого до коричневого.
Соцветие — цимозно-головчатый тирс с одним или несколькими дихазиями. Чашечные доли ланцетные, длиной 10-13 мм, обычно разной длины, острые, с ресничками, слегка мясистые, от зеленого до коричневого цвета. Венчик трубчатый, сросшийся у основания на 4-5 мм, кремовый, бледно-желтовато-зеленый или белый с розовым оттенком; лопасти эллиптически-продолговатые, длиной 20-32 мм, острые, слегка куполовидные, с загнутыми концами шириной 2-3 мм. Тычинки с черными пыльниками. Чешуйки узко-продолговатые, размером 0,8-1 х 0,1-0,2 мм, обычно усеченные, слегка суженные книзу, мясистые, желтые. Период цветения: сентябрь-ноябрь.

## Распространение и экология
Вид встречается на юго-западе Капской провинции от Фанрейнсдорпа до Бредасдорпа. Обитает на гравийных или песчаных почвах на склонах финбоса, в пределах высоты от 50 до 1200 м. 
Большая часть вариаций, присутствующих у этого вида, обусловлена окружающей средой. Иногда листья бывают такими же мелкими, как у Crassula obtusa, но Crassula fascicularis всегда можно отличить по сидячим цветкам, основанию каждого цветка, частично покрытому прицветниками, и узким верхушкам лепестков. В особенно благоприятных условиях листья могут достигать 3-4 мм в ширину, что входит в пределы ареала Crassula coccinea, но последний вид легко различим, поскольку у него обычно цветки крупнее, а листья обычно в 2-3 раза длиннее, чем широкие. Некоторые растения из области между Du Toit's Kloof и Стелленбосом, а также с Капского полуострова имеют белые цветки вместо более обычных от кремовых до бледно-желтых.
Crassula fascicularis характеризуется бледными цветками, излучающими вечерний аромат, с длинными узкими трубками венчика, содержащими пыльники внутри трубок, что указывает на опыление мотыльками. Этот факт был подтвержден исследованием, проведенным в 1993 году. В течение дня не наблюдалось посетителей-насекомых, однако в ночное время при использовании световой ловушки были пойманы несколько бабочек Geometrid с пыльцой Crassula fascicularis на хоботках. Цветы начинают излучать аромат примерно с полудня, и его интенсивность увеличивается во второй половине дня, достигая пика около полуночи. Нектар выделяется с полудня до полуночи, пока бабочки активны. Объем нектара и интенсивность аромата достигают своего пика незадолго до полуночи.
У большинства крассул на листьях имеются гидатоды, и у Crassula fascicularis они располагаются густыми рядами вдоль верхнего и нижнего края листа, хотя они обычно мелкие и едва заметные. Гидатоды — это специализированные структуры для выделения избыточной воды. У крассул, приспособленных к засушливым условиям, гидатоды выполняют дополнительную функцию — они способны поглощать воду напрямую с поверхности листьев. Это позволяет им выживать в засушливых регионах, где осадки редки, но растения регулярно покрываются росой или туманом.

## Таксономия
Описание Crassula fascicularis было представлено Ламарком в 1786 году. Впервые он был изображен Генри Эндрюсом в первом томе The Botanists’s Repository под названием Crassula odoratissima.
Crassula fascicularis широко распространена в дикой природе и изменчива по размеру листьев, количеству цветков и их окраске, что является причиной появления множества ее синонимов. В более старой литературе ее можно встретить под различными названиями, в том числе Crassula odoratissima. Название odoratissima переводится как «очень ароматный».
Crassula fascicularis Lam., первое упоминание в Encycl. 2: 171 (1786).

### Синонимы
Гомотипные (основанные на одном и том же номенклатурном типе):
- Kalosanthes fascicularis (Lam.) G.Don
- Larochea fascicularis (Lam.) Schult.
- Rochea fascicularis (Lam.) DC.

Гетеротипные (основанные на разных номенклатурных типах):
- Crassula biconvexa Haw.
- Crassula capitata Dum.Cours., nom. illeg.
- Crassula media (Haw.) D.Dietr.
- Crassula odoratissima Andrews
- Danielia odoratissima (Andrews) Lem.
- Dietrichia bicolor (Haw.) Eckl. & Zeyh.
- Dietrichia media (Haw.) Eckl. & Zeyh.
- Dietrichia odoratissima (Andrews) Tratt. ex DC.
- Kalosanthes bicolor Haw.
- Kalosanthes biconvexa (Haw.) Haw.
- Kalosanthes capitata Sweet
- Kalosanthes media Haw.
- Kalosanthes odoratissima (Haw.) Haw.
- Larochea odoratissima Haw.
- Larochea tiniflora Lem.
- Rochea bicolor (Haw.) Steud.
- Rochea biconvexa (Haw.) DC.
- Rochea media (Haw.) DC.
- Rochea odoratissima (Haw.) DC.
- Rochea tiniflora Lem.
- Sphaeritis biconvexa (Haw.) Eckl. & Zeyh.